# Jakubowo (przystanek kolejowy)
Jakubowo – zlikwidowany przystanek osobowy, a dawniej stacja kolejowa w Jakubowie na linii kolejowej Myślice – Szlachta, w województwie pomorskim.